# Христо Поптраянов
Христо Поптраянов (на гръцки: Χρήστος Παπατραγιάννης; на македонска литературна норма: Ристо Поптрајанов) е гръцки комунистически деец, активист на славяномакедонските структури в Гърция през 1943 – 1949 година и в емиграция след 1949 година.

## Биография
Христо Поптраянов е роден в 1897 година костурското село Дъмбени. Завършва право и работи в съда в Костур. Участва в комунистическата съпротива срещу Германската окупация на Гърция от 1941 година. От 1944 година е функционер на Окръжния комитет на СНОФ за Костурско. През 1944 година е в кръга около издателите на „Славяномакедонски глас“ и като такъв участва в издаването на буквар заедно с Андон Сикавица и Алеко Ивановски. След края на Гръцката гражданска война се установява в Букурещ, Румъния, и е главен редактор на списание „Македонче“.